# A Mix-Up in Dress Suitcases
A Mix-Up in Dress Suitcases è un cortometraggio muto del 1915 diretto da Lee Beggs.

## Produzione
Il film fu prodotto dalla Vitagraph Company of America.

## Distribuzione
Distribuito dalla General Film Company, il film - un cortometraggio in due bobine - uscì nelle sale cinematografiche statunitensi il 12 gennaio 1915.